# Tayköpir Köli
Tayköpir Köli är en saltsjö i Kazakstan.   Den ligger i oblystet Pavlodar, i den nordöstra delen av landet, 300 km nordost om huvudstaden Astana. Arean är 15,1 kvadratkilometer.